# Flaga Torunia
Flaga Torunia – jeden z symboli miejskich Torunia.

## Symbolika

### Flaga
Flaga Torunia przedstawia dwa pasy: biały u góry i niebieski na dole. Na środku umieszczony jest anioł trzymający herb miasta. We fladze często bywa wkomponowany herb (na samym jej środku). Odległość herbu od górnego i dolnego brzegu flagi oraz od prawego i lewego brzegu flagi jest identyczna. Stosunek wysokości herbu do szerokości flagi wynosi 1:2.
Istnieje także flaga wielka miasta Torunia o wymiarach 150 x 240 cm, z herbem pośrodku. Wielka flaga jest podnoszona tylko na maszcie przed siedzibą organów miasta Torunia. Używanie flagi wielkiej jest zastrzeżone dla władz miasta.
Symbole i insygnia władzy miejskiej przywrócono Mocą Statutu Miasta z 1999 roku.

### Chorągiew
Chorągiew Torunia składa się z płata, głowicy i drzewca. Płat tkany i dwustronny ma kształt kwadratu o boku 100 cm i obszyty został złotymi frędzlami o szerokości 5 cm. Na jednej stronie widać flagę i herb Torunia, pod którym wyhaftowany został szkarłatnym szychem napis Miasto Toruń. Ponad herbem znajduje się haftowany szychem złotym napis Przetrwam. Litery napisów majuskulne. 
Na drugiej stronie dominują barwy szkarłatne oraz wkomponowana pośrodku salamandra (złota z czarnymi plamami) w złotych płomieniach. Pod nim występuje łaciński napis Durabo, który jest haftowany złotym szychem. Litery napisów majuskulne.
Głowica składa się z tulei i zwieńczenia (corona murali w naturalnych barwach). Dodatkowo wspierana jest przez trzy kartusze, na których znajdują się herby Starego Miasta, Nowego Miasta i Podgórza. Drzewce mają 250 cm długości i 5 cm średnicy i są wykonane z drzewa toczonego (jesionu lub dębu). Łączone są metalową tuleją na wysokości dolnego brzegu płata. Na górze drzewca znajduje się osadzona głowica, a na dole metalowa stopka. 
Chorągiew towarzyszy różnym miejskim uroczystościom w Toruniu. Poczet chorągwi stanowi chorąży z dwuosobową asystą. Chorągiew może być eksponowana w: sali obrad Rady Miasta, podczas spotkań Przewodniczącego Rady Miasta lub Prezydenta z przedstawicielami dyplomatycznymi innych państw, parlamentu i rządu Rzeczypospolitej Polskiej, w miejscu odbywania uroczystości oficjalnych, w których uczestniczą upoważnieni przedstawiciele władz samorządowych miasta, przy podpisywaniu umów i porozumień.